# Rathaus Freetown
Das Rathaus von Freetown (englisch Freetown City Hall), auch bekannt als Verwaltungskomplex der Stadtverwaltung von Freetown (englisch Freetown City Council Administrative Complex), ist der Hauptsitz der Kommunalverwaltung der sierra-leonischen Hauptstadt Freetown.
Es ist als Rathaus Sitz des Bürgermeisters von Freetown.
Das Gebäude wurde ab 2016 errichtet und im November 2020 eröffnet. Finanziert wurde das 15-stöckige Hochhaus mit einem Darlehen der südkoreanischen Entwicklungszusammenarbeit. Die Baukosten werden mit 54,9 Millionen US-Dollar angegeben. Das Gebäude, eines der höchsten der Hauptstadt, verfügt unter anderem über:
- Dachgarten mit Restaurant
- Hotel
- Bibliothek, Labore und Ausstellungsflächen
- Parkhaus
- Auditorium für bis zu 460 Personen[1]

Das neue Rathaus ersetzt das 1999 abgebrannte Rathaus an gleicher Stelle.